# Kafr Ta’al
Kafr Ta’al (arab. كفر تعال) – wieś w Syrii, w muhafazie Aleppo. W 2004 roku liczyła 1880 mieszkańców.